# أندرو كلارك (سياسي)
أندرو كلارك (بالإنجليزية: Andrew Clarke)‏ هو سياسي بريطاني (وحمل سابقاً جنسية المملكة المتحدة لبريطانيا العظمى وأيرلندا)، ولد في 5 فبراير 1868، وتوفي في 1 فبراير 1940. حزبياً، نشط في حزب العمال. في الانتخابات العامة في المملكة المتحدة 1923 ‏، انتخب عضو برلمان المملكة المتحدة الـ33 عن دائرة Midlothian and Peebles Northern (UK Parliament constituency) ‏ (6 ديسمبر 1923 – 9 أكتوبر 1924) وفي الانتخابات الفرعية في مجلس العموم البريطاني ‏، انتخب عضو برلمان المملكة المتحدة الـ34 عن دائرة Midlothian and Peebles Northern (UK Parliament constituency) ‏ (29 يناير 1929 – 10 مايو 1929).